# Laphria annulifemur
Laphria annulifemur är en tvåvingeart som beskrevs av Günther Enderlein 1914. Laphria annulifemur ingår i släktet Laphria och familjen rovflugor. Inga underarter finns listade i Catalogue of Life.